# 빈흐우
빈흐우(베트남어: Vĩnh Hựu / 永祐 영우 / 1735년 윤 4월 ~ 1740년 5월)은 베트남 후 레 왕조(後黎朝) 의종(懿宗) 레 주이 턴(黎維祳)의 연호이다.
- 찐 주 군주(섭정) : 찐장(鄭杠) → 찐조아인(鄭楹)
- 응우옌 주 군주 : 응우옌 푹 쭈(阮福澍) → 응우옌 푹 코앗(阮福濶)

## 개원
- 롱득(龍德) 4년 윤 4월 27일[1](그레고리력 1735년 6월 17일)에 연호를 빈흐우(永祐)로 개원함.[2][3][4]

- 빈흐우(永祐) 6년 5월 21일[5](그레고리력 1740년 6월 14일)에 연호를 까인흥(景興)으로 개원함.[2][6][4]

## 연대 대조표
| 빈흐우 | 서기 (西紀) | 간지 (干支) | 응우옌 주 기년  | 청나라 연호     |
| 원년   | 1735년      | 을묘 (乙卯) | 영주(寧主) 10년 | 옹정(雍正) 13년 |
| 2년    | 1736년      | 병진 (丙辰) | 영주 11년       | 건륭(乾隆) 원년 |
| 3년    | 1737년      | 정사 (丁巳) | 영주 12년       | 건륭 2년        |
| 4년    | 1738년      | 무오 (戊午) | 영주 13년       | 건륭 3년        |
| 5년    | 1739년      | 기미 (己未) | 무왕(武王) 원년 | 건륭 4년        |
| 6년    | 1740년      | 경신 (庚申) | 무왕 2년        | 건륭 5년        |

## 동시대 연호

### 중국
청(淸)
- 옹정(雍正) (1723년 ~ 1735년)
- 건륭(乾隆) (1736년 ~ 1795년)

### 일본
- 교호(享保) (1716년 ~ 1736년)
- 겐분(元文) (1736년 ~ 1741년)

## 같이 보기
- 베트남의 연호